# Active Agenda
Active Agenda是一種開源風險管理工具。Active Agenda 主要被運用來支援組織中的營運風險管理(ORM)，並為可靠度高的組織提供最佳化的服務。Active Agenda 是一個基於瀏覽器的多使用者軟體，它包含大約一百個模組，涵蓋了操作風險管理流程中的各個步驟。
Active Agenda 使用名為「spec2app」的自訂程式碼產生器。「spec2app」處理器將XML編寫的規格轉換為利用PHP和MySQL 的整合Active Agenda 模組。程式碼產生器可以快速開發與擴展核心應用，並簡化客製化、支援與維護的流程。

## 發布
Active Agenda 於2006年10月在SourceForge上發布。其原始碼和Penton Media 出版名為 "A Solution (R)evolution."的文章同時發布。2007年，Active Agenda被《Fast Company》雜誌的讀者評為「FAST 50」。
2011年，Active Agenda 創辦人Dan Zahlis被《風險與保險》雜誌評為「風險創新者」。該項計畫也被Liberty Mutual進一步評為「責任領導者」。

## 另請參閱
- 高可靠性組織
- 職業安全與健康
- 操作風險管理
- 快速應用開發
- 監理合規性
- 風險管理

## 外部連結
- Ative Agenda 官方網站 （页面存档备份，存于）
- 綜合風險管理 （页面存档备份，存于）
- Active Agenda Sourceforge 網頁 （页面存档备份，存于）

1. ↑  . web.archive.org. 2011-07-10  [2024-05-22]. 原始内容存档于2011-07-10.
2. ↑  . web.archive.org. 2012-01-01  [2024-05-22]. 原始内容存档于2012-01-01.
3. ↑   https://archive.today/20120516124048/http://www.riskandinsurance.com/innovatordetail.jsp?innovatorYear=2011&storyId=127286646&chunkNumber=2.   [2024-05-22]. （原始内容存档于2012-05-16）. 缺少或|title=为空 (帮助)